# Pulau Busuk Jaya
Pulau Busuk Jaya is een bestuurslaag in het regentschap Kuantan Singingi van de provincie Riau, Indonesië. Pulau Busuk Jaya telt 1196 inwoners (volkstelling 2010).